# Antoine Plateau
 (octobre 2019).
Si vous disposez d'ouvrages ou d'articles de référence ou si vous connaissez des sites web de qualité traitant du thème abordé ici, merci de compléter l'article en donnant les références utiles à sa vérifiabilité et en les liant à la section « Notes et références ».
Pour les articles homonymes, voir Plateau.
Antoine Plateau, né à Tournai le 19 janvier 1759 et y décédé le 19 avril 1815, est un peintre belge.

## Biographie
Antoine Plateau est un peintre qui se fit principalement connaître comme peintre-décorateur, ornant avec virtuosité plafonds, dessus de portes, médaillons, panneaux, socles de cheminées, principalement de guirlandes de fleurs et d'oiseaux.
Il s'est marié d'abord en 1792 avec Albertine Bellin et ensuite en 1801 avec Catherine Thirion (originaire de Furnaux, la sœur du peintre d'art Jacques-GIlbert Thirion) dont il eut quatre enfants parmi lesquels le physicien Joseph Plateau.
Après s'être formé chez son père, maître-repousseur ciseleur, celui-ci l'envoya en 1779 parfaire ses connaissances artistiques d'abord à l'Académie de peinture d'Anvers puis à celle de Paris où il suivit les cours du peintre hollandais Gérard van Spaendonck, collaborateur au Jardin des plantes et spécialisé dans le dessin des plantes et des fleurs destinés aux ouvrages de botanique. C'est là qu'il apprit l'art de reproduire avec perfection les fleurs.
Il fit partie des membres de la Société de peinture, sculpture et architecture de Bruxelles.
Il parcourut diverses régions de l'Empire, effectuant entre autres un voyage d'étude en 1813 en suivant principalement le cours du Rhin.

## Son œuvre
- Reproduction à l'aquarelle de tableaux du Vatican, illustrant le livre de J. C. de Meulemeester.
- Temple du soleil à Laeken.
- Château du baron de Walckiers à Laeken.
- Château de Marche-les-Dames, propriété du prince d'Arenberg.
- Hôtel du marquis d'Ennetières à Tournai.
- Cabinet de Guillaume V au Binnenhof à La Haye.
- Pavillon du Notelaer à Hingene